# Dicranopalpus insignipalpis
Dicranopalpus insignipalpis is een hooiwagen uit de familie echte hooiwagens (Phalangiidae).